# 마미엘라과
마미엘라과(Mamiellaceae)는 마미엘라강 마미엘라목에 속하는 녹조류과의 하나이다. 3속 7종으로 이루어져 있다.

## 하위 속
- 마미엘라속 (Mamiella) - 유일종 M. gilva
- Mantoniella - 2종
- Micromonas - 4종